# Lista de acidentes e incidentes aéreos da Varig
Ao longo de toda a história da Varig, suas aeronaves sofreram diversos acidentes, muitos deles com vítimas fatais. Este artigo traz uma breve descrição de cada um deles, em ordem cronológica, compreendendo o período entre a fundação da empresa, em 1927, até o ano de 2007, quando foi comprada pela GOL Linhas Aéreas. Estão incluídos também os incidentes aeronáuticos e, no final do artigo, os casos de sequestro.

## Acidentes e Incidentes

### 25/04/1931 - Rio Grande (RS)
Aeronave:Junkers A-50ce Junior

Matrícula: P-BAAE

Nº de Série: 3534
A aeronave chocou-se contra o solo durante um pouso forçado, sob nevoeiro, na Ilha dos Mosquitos, no município de Rio Grande (RS), logo após a decolagem, devido a uma pane no motor. O destino do voo era Porto Alegre, para onde transportava malotes de correio. No acidente, o copiloto João Carlos Gravé, que estava em instrução, morreu. O piloto Franz Nüelle teve uma das pernas amputada, após esperar socorro por várias horas, deitado ao lado do avião, com uma grave fratura exposta.

### 24/11/1936 - Porto Alegre (RS)
Aeronave: Messerschmitt Bf.108B-1 "Taifun"

Matrícula: PP-VAJ

Nº de Série: 987
Durante a aproximação para pouso no Aeroporto São João (atual Salgado Filho), em Porto Alegre, após voo procedente de Pelotas, ocorreu uma pane no motor da aeronave, obrigando o piloto, comandante Carlos Huhl, a realizar uma aterrissagem forçada em uma área de campo fora do aeródromo. Ao pousar, o avião chocou-se contra um cupinzeiro, o que provocou danos nos trens de pouso e em outras partes da aeronave, que teve perda total. Três passageiros estavam a bordo do aparelho, além do próprio piloto, que sofreu um ferimento leve no nariz, após chocar-se contra o para-brisa. Um dos passageiros feriu-se levemente na testa, enquanto que os demais nada sofreram.

### 28/02/1942 - Porto Alegre (RS)
Aeronave: Junkers Ju-52/3m

Matrícula: PP-VAL

Nº de Série: 4058
Pouco depois de decolar do Aeroporto São João (atual Salgado Filho - SBPA), em Porto Alegre, devido à baixa visibilidade provocada por um denso nevoeiro, o piloto do Junkers Ju-52 batizado "Mauá" decidiu retornar ao aeródromo de partida. Durante a tentativa de retorno, ao executar uma curva de 180 graus em baixa altura, o aparelho chocou-se contra algumas árvores, o que ocasionou a perda de uma das asas. Após o choque, a aeronave ainda deslizou por cerca de 90 metros através da vegetação às margens do Rio Guaíba, derramando o seu combustível ao longo deste percurso e iniciando um incêndio logo em seguida. Dos 21 ocupantes que estavam a bordo (3 tripulantes e 18 passageiros), morreram o comandante Harald Stunde, o mecânico de voo Bruno Wagner, e mais 4 passageiros.

### 20/06/1944 - Porto Alegre (RS)
Aeronave: Lockheed 10C Electra I

Matrícula: PP-VAQ

Nº de Série: 1008
Durante a aproximação para pouso no Aeroporto São João (atual Salgado Filho), em Porto Alegre, sob forte temporal, a aeronave batizada “Santa Cruz”, que havia partido de Pelotas, chocou-se contra as águas do Rio Guaíba, matando todos os ocupantes. O piloto Ricardo Lau, o copiloto Frederico Hochwart, e os 7 passageiros.

### 07/03/1948 - São Gabriel (RS)
Aeronave: Lockheed 10A Electra I

Matrícula: PP-VAS

Nº de Série: 1028
Logo após a decolagem em São Gabriel (RS), uma falha no motor esquerdo da aeronave, provocada pelo entupimento da entrada de ar do radiador, obrigou o Comandante Waldemar Carta a realizar um pouso forçado, com os trens de pouso recolhidos, em um morro em frente à pista. O voo era cargueiro e não houve fatalidades.

### 07/03/1948 - Porto Alegre (RS)
Aeronave: Messerschmitt M-20B

Matrícula: PP-VAK

Nº de Série:
Recebido pela Varig em 30 de abril de 1937, acidentou-se em Porto Alegre, sem vítimas fatais.

### 02/08/1949 - Jaquirana (RS)
Aeronave: Curtiss C-46D-10-CU Commando

Matrícula: PP-VBI

Nº de Série: 33100
O voo partiu de São Paulo e o destino era Porto Alegre. Faltando cerca de 20 minutos para o pouso, foi detectado fogo no compartimento de carga. A fumaça na cabine impedia que os pilotos visualizassem os instrumentos. Além disso, os passageiros em pânico deslocaram-se todos para a parte dianteira da aeronave, fugindo do fogo, provocando uma perigosa alteração no seu centro de gravidade. Foi realizado um pouso forçado em uma região montanhosa de Jaquirana, então distrito de São Francisco de Paula (RS). Estavam a bordo 36 pessoas (30 passageiros e 6 tripulantes), dos quais morreram 4 passageiros, e o comissário João Motta Ferreira. Entre os passageiros mortos estava Antônio Leite Costa, filho do então Ministro da Justiça, Adroaldo Mesquita da Costa.

### 14/03/1950 - Bagé (RS)
Aeronave: Douglas DC-3 (C-47B-45-DK)

Matrícula: PP-VAZ

Nº de Série: 17023/34287
Durante a corrida de decolagem, em Bagé, no Rio Grande do Sul, o mecânico de bordo acionou, precipitadamente, o recolhimento dos trens de pouso, com o avião ainda no solo e sem que houvesse sustentação suficiente para levantar voo. A aeronave deslizou de barriga sobre a pista até a sua parada completa, sofrendo vários danos. No acidente, um dos tripulantes ficou levemente ferido. O aparelho foi recuperado e voltou a voar normalmente.

### 18/12/1950 - Local desconhecido
Aeronave: Noorduyn UC-64A Norseman VI

Matrícula: PP-VBE

Nº de Série: 623
Acidentou-se com perda total. Sem informações sobre o local do acidente e eventuais vítimas.

### 18/10/1952 - Lages (SC)
Aeronave: Lockheed 10B Electra I

Matrícula: PP-VAU

Nº de Série: 1036
Após um pouso duro, com chuva e pouca visibilidade, no Aeroporto de Lages (SC), o trem de pouso esquerdo quebrou e a asa esquerda dobrou-se para cima. Não houve vítimas fatais entre os 4 ocupantes da aeronave (3 tripulantes e 1 passageiro).

### 04/06/1954 - São Paulo (SP)
Aeronave: Curtiss C-46A-45-CU Commando

Matrícula: PP-VBZ

Nº de Série: 30400
Após a decolagem no Aeroporto de Congonhas, em São Paulo (SP), ao atingir cerca de 100 metros de altura, repentinamente o cargueiro voou em direção ao solo, devido ao bloqueio de um dos profundores, que não foi removido antes do acionamento dos motores. Os 3 tripulantes, únicos ocupantes da aeronave, morreram no local. Entre eles, estava o mais importante piloto da Varig na época, Comandante Carlos Ruhl. Os outros membros da tripulação eram o copiloto Gustavo Adolfo Sabóia de Melo e o radiotelegrafista José Maria de Sá Ribeiro.

### 07/04/1957 - Bagé (RS)
Aeronave: Curtiss C-46A-45-CU Commando

Matrícula: PP-VCF

Nº de Série: 30283
Logo após decolar do Aeroporto de Bagé (RS), com destino a Porto Alegre (RS), iniciou-se um incêndio no compartimento do trem de pouso esquerdo. Porém, como os trens de pouso do C-46 ficam logo abaixo dos motores, o piloto pensou que o fogo era no motor nº 1. Por isso, decidiu retornar ao aeroporto de partida. Na aproximação, os trens de pouso não baixaram, e para evitar um pouso de barriga, o piloto arremeteu para uma nova tentativa. Durante a manobra, a asa esquerda quebrou, separando-se da fuselagem e provocando a queda da aeronave. Todos os 40 ocupantes morreram (35 passageiros e 5 tripulantes). Entre os passageiros estava o Sr. Liberato Salzano, Secretário de Educação do Rio Grande do Sul, e sua esposa.

### 16/08/1957 - Cabarete - Rep. Dominicana
Aeronave: Lockheed L-1049G Super Constellation

Matrícula: PP-VDA

Nº de Série: 4610
O voo RG-850 partiu de Porto Alegre tendo como destino Nova York, com escalas em São Paulo, Rio de Janeiro, Belém e Ciudad Trujillo (atualmente Santo Domingo), capital da República Dominicana. Após decolar de Belém, com lotação completa, houve uma pane no motor nº 2, mas o voo seguiu com segurança até Ciudad Trujillo. Lá chegando, constatou-se que não havia motor reserva disponível. Foi decidido, então, fazer o traslado da aeronave para Nova York, via Miami, sem os passageiros e com apenas 3 motores.
Já em altitude de cruzeiro, houve um disparo de hélice no motor nº 4. O aumento descontrolado da rotação fez com que a hélice se desprendesse, atingindo a hélice do motor nº 3 e deixando a aeronave apenas com o motor nº 1 em funcionamento. O comandante Geraldo Werner Knippling foi então obrigado a realizar um pouso forçado no mar, próximo à costa de Cabarete, na República Dominicana. Dos 11 tripulantes que estavam a bordo, 10 sobreviveram. Um dos comissários desapareceu, após a cauda da aeronave ter sido partida pelo impacto com a água.

### 18/10/1957 - Porto Alegre (RS)
Aeronave: Douglas DC-3 (C-47A-80-DL)

Matrícula: PP-VCS

Nº de Série: 19757
Durante a corrida de decolagem, às 15h21, no Aeroporto Salgado Filho, em Porto Alegre (RS), a aeronave cargueira, que tinha São Paulo como destino, sofreu um desvio para a direita, que aumentou, tornando-se excessivo. O piloto, então, tentou levantar voo, mas a velocidade era ainda muito baixa. Já passando a cabeceira oposta da pista, a aeronave tocou o solo novamente e conseguiu decolar, porém não ganhou muita altura. Para evitar o choque contra uma elevação do terreno à direita do aeródromo, o piloto executou uma curva para a esquerda, batendo com a asa no telhado de uma residência. O DC-3 caiu em meio as casas do bairro Floresta, matando seus 3 tripulantes, sendo eles o comandante Antônio Paz Barcellos, o copiloto Walter Teodoro Lengler e o radiotelegrafista Vivaldo Tavares Bastos.

### 03/01/1958 - Porto Alegre (RS)
Aeronave: Douglas DC-3-277D

Matrícula: PP-VDL

Nº de Série: 4115
Durante um voo de treinamento em Porto Alegre (RS), voando a baixa altitude sobre a pista do Aeroporto Salgado Filho, em um claro erro de avaliação, o instrutor desligou o motor nº 2, causando uma guinada para a direita. O instrutor corrigiu a guinada, mas a aeronave assumiu uma atitude de voo perigosa. Após o corte da potência do motor nº 1, foi realizado um pouso forçado, danificando severamente o PP-VDL. O instrutor e o piloto em treinamento, únicos ocupantes da aeronave, sobreviveram ao acidente.

### 22/09/1958 - Rio de Janeiro (RJ)
Aeronave: Convair CV-240 II

Matrícula: PP-VCK

Nº de Série: 39
A aeronave estava sendo utilizada em um treinamento “touch-and-go”, no aeroporto do Rio de Janeiro, sob chuva. Após a falha dos limpadores de para-brisa, o piloto obrigou-se a abrir a janela de visão direta da cabine. Durante uma das aproximações para o toque na pista, a janela desprendeu-se, caindo sobre a coluna do manche. Enquanto tentava subir, com potência total, a aeronave caiu e explodiu. Apesar da gravidade do acidente, os 3 tripulantes sobreviveram.

### 12/04/1960 - Pelotas (RS)
Aeronave: Douglas DC-3 (C-53)

Matrícula: PP-CDS

Nº de Série: 4823
A aeronave, que pertencia à Cruzeiro do Sul, mas estava arrendada para a Varig, fazia o voo entre Santa Vitória do Palmar e Porto Alegre, com escalas em Jaguarão, Rio Grande e Pelotas. No último trecho do voo, durante a corrida de decolagem em Pelotas, rumo à Capital, os pilotos perderam o controle do aparelho no solo, provavelmente devido ao uso incorreto dos comandos e dos freios. Na tentativa de corrigir a trajetória, a aeronave acabou fazendo uma curva acentuada à esquerda, saindo pela lateral da pista em direção a outras aeronaves que estavam no aeroporto. Para evitar a colisão, o piloto tentou antecipar a decolagem, levantando voo antes de atingir a velocidade ideal, mas não teve êxito. O DC-3 colidiu contra duas pequenas aeronaves (PT-ABZ e PP-HDJ) que estavam no pátio do aeroclube local, caiu e pegou fogo. Dos 22 ocupantes (18 passageiros e 4 tripulantes), morreram 8 passageiros, além do comandante Manfredo Liberato Barroso e do copiloto Ivo Garcia de Almeida. Entre os sobreviventes, estavam o radio-operador de voo (ROV) Amaury Antunes Guedes e o comissário de bordo Creso. 

### 18/12/1960 - São Paulo (SP)
Aeronave: Curtiss C-46 Super C

Matrícula: PP-VCT

Nº de Série: 260
Durante o pouso no aeroporto de Congonhas, em São Paulo, a aeronave varou a pista, após tocar o solo muito além do ponto ideal. O C-46 cargueiro ficou seriamente danificado e foi sucateado, mas não houve vítimas fatais entre os 3 tripulantes que estavam a bordo.

### 27/09/1961 - Brasília (DF)
Aeronave: Sud Aviation SE-210 Caravelle III

Matrícula: PP-VJD

Nº de Série: 15
No primeiro acidente aéreo ocorrido em Brasília, estavam a bordo do Caravelle da Varig 8 tripulantes e 63 passageiros. Entre eles o então governador do Rio Grande do Sul, Leonel Brizola e sua comitiva, além de três ministros do Governo João Goulart. O piloto, que estava em treinamento de transição para o Caravelle III, realizou uma aproximação muito curta e tocou o solo violentamente pouco antes de alcançar a pista. Os trens de pouso ficaram seriamente danificados e a aeronave deslizou de barriga pela pista, pegando fogo em seguida. Não houve vítimas fatais.

### 12/12/1961 - Niterói (RJ)
Aeronave: Curtiss C-46A-55-CK Commando

Matrícula: PP-VBM

Nº de Série: 134
A aeronave estava realizando um voo de treinamento no Rio de Janeiro, quando foi simulada uma falha no motor nº 1. O passo das hélices foi comandado para a posição de “embandeiramento”, porém, ao invés disso, entrou em posição de reverso. Assim, os pilotos foram obrigados a reduzir a potência do motor nº 2 e realizar um pouso forçado no mar, a cerca de 50 metros da praia de Itaipu, em Niterói, pois a aeronave não conseguiu alcançar a costa. O comandante Alberto Fraceschini e o copiloto Geraldo Elges nada sofreram.

### 03/03/1962 - Nanuque (MG)
Aeronave: Douglas DC-3-178

Matrícula: PP-YQN

Nº de Série: 1919
Acidentado em Nanuque (MG).

### 27/09/1962 - Rio de Janeiro (RJ)
Aeronave: Boeing 707-441

Matrícula: PP-VJB

Nº de Série: 17906/129
O rompimento de um cabo de comando hidráulico, impediu o recolhimento do trem de pouso dianteiro durante a decolagem no Aeroporto do Galeão, no Rio de Janeiro. O destino do voo era Nova York, e a aeronave levava 82 passageiros e 17 tripulantes. Antes de pousar novamente no Galeão, o comandante Eggers realizou, por 4 vezes, voos rasantes sobre a pista, para que a torre e engenheiros da Varig pudessem examinar o problema, munidos de binóculos. Após aproximadamente 7 horas voando para gastar o combustível, foi realizado um pouso de emergência, e todos os ocupantes saíram da aeronave ilesos.

### 27/11/1962 - Lima - Peru
Aeronave: Boeing 707-441

Matrícula: PP-VJB

Nº de Série: 17906/129
Exatamente dois meses depois do problema com o trem de pouso, no Rio de Janeiro, o PP-VJB acidentou-se quando fazia o voo RG-810, entre o Rio de Janeiro e Los Angeles, com escalas em Lima, Bogotá e Cidade do México. Durante a aproximação em Lima, um erro na execução do procedimento ILS em “back-course” para a pista 33, resultou na colisão da aeronave com o Pico La Cruz, cerca de 25Km a sudeste do aeroporto. Após o choque, o Boeing explodiu, e todos os 80 passageiros e 17 tripulantes morreram.

### 22/12/1962 - Brasília (DF)
Aeronave: Convair CV-240 II

Matrícula: PP-VCQ

Nº de Série: 103
Na aproximação para pouso, em Brasília, a aeronave atingiu algumas árvores, pois voava abaixo da rampa ideal de descida. Ao tocar a pista, derrapou por cerca de 300 metros. Estavam a bordo 35 passageiros e 5 tripulantes, sendo que 1 tripulante morreu.

### 21/06/1963 - Brasília (DF)
Aeronave: Curtiss C-46A-55-CK Commando

Matrícula: PP-NBP

Nº de Série: 226
Acidentou-se durante aterrissagem no Aeroporto de Brasília (DF). Sem vítimas fatais.

### 01/07/1963 - Passo Fundo (RS)
Aeronave: Douglas DC-3 (C-47B-20-DK)

Matrícula: PP-VBV

Nº de Série: 26889/15444
Partindo de Porto Alegre, com escalas em Carazinho e Passo Fundo, o voo RG-280 tinha Erechim como destino final. Durante a aproximação para pouso em Passo Fundo, sob denso nevoeiro, a aeronave chocou-se contra árvores e caiu, abrindo uma clareira e pegando fogo. Dos 9 passageiros a bordo, 7 morreram, além dos 4 tripulantes (o comandante Magnus Bacheuser, o copiloto José Luis de Moraes Azevedo, o radiotelegrafista Ari dos Santos e o comissário Milton Galvão Balaro).

### 20/04/1966 - Porto Nacional (GO)
Aeronave: Douglas DC-3 (C-47B-45-DK)

Matrícula: PP-VAY

Nº de Série: 34276/17013
Acidentou-se em Porto Nacional (na época GO, hoje TO).

### 23/06/1966 - Porto Nacional (GO)
Aeronave: Douglas DC-3 (C-47A-90-DL)

Matrícula: PP-YPK

Nº de Série: 20181
Igualmente ao anterior, acidentou-se em Porto Nacional (na época GO, hoje TO).

### 15/07/1966 - Campo Largo (PR)
Aeronave: Douglas DC-3 (C-47A-25-DK)

Matrícula: PP-YPT

Nº de Série: 13488
A aeronave teve perda total, após um pouso forçado no município de Campo Largo, no Paraná. O voo, que partiu de Ponta Grossa (PR) com destino a Curitiba (PR), levava a bordo 16 passageiros e 4 tripulantes. Não houve fatalidades.

### 24/09/1966 - Bogotá - Colômbia
Aeronave: Convair 990A Coronado

Matrícula: PP-VJF

Nº de Série: 30-10-19
Durante a decolagem no Aeroporto de Eldorado (SKBO), em Bogotá, na Colômbia, com destino a Lima, no Peru, a aeronave saiu da pista, quebrando o trem de pouso do nariz. O voo era procedente de Los Angeles, nos Estados Unidos, e havia feito escalas no México e no Panamá, antes de chegar a Bogotá. Seu destino final era o Aeroporto do Galeão, no Rio de Janeiro. Havia 80 passageiros e 6 tripulantes a bordo da aeronave no momento do incidente e ninguém se feriu. Todos foram acomodados em hotéis de Bogotá até a chegada de outra aeronave procedente do Rio. Além dos danos no trem de pouso, houve outras pequenas avarias, mas o aparelho foi recuperado e voltou a voar normalmente.

### 05/03/1967 - Monróvia - Libéria
Aeronave: Douglas DC-8-33

Matrícula: PP-PEA

Nº de Série: 45253/5
O voo RG-837, entre Beirute (Líbano) e o Rio de Janeiro, tinha escalas em Roma (Itália), Monróvia (Libéria) e Recife. Na aproximação final para o pouso na pista 04 do aeroporto de Roberts, em Monróvia, a aeronave estava acima da altitude ideal. Entre nuvens, o piloto reduziu a potência dos motores e baixou o nariz da aeronave, aumentando a razão de descida, tentando corrigir a situação. Porém, ao sair da camada de nuvens, com a visibilidade ainda prejudicada por bancos de nevoeiro, verificou-se que a aeronave estava abaixo da altitude ideal e continuou descendo até o choque contra o solo, cerca de 1800 metros distante da cabeceira, pegando fogo em seguida. Morreram 50 dos 71 passageiros, 1 dos 19 tripulantes, e mais 5 pessoas que estavam no local onde a aeronave caiu.

### 14/10/1967 - São Paulo (SP)
Aeronave: Douglas DC-3 (C-47B-45-DK)

Matrícula: PP-VBH

Nº de Série: 34301/17036
Acidentado em São Paulo.

### 15/07/1968 - Gravatá (PE)
Aeronave: Curtiss C-46 Super C

Matrícula: PP-VBJ

Nº de Série: 33481
O avião cargueiro fazia a rota entre São Paulo e Recife, quando se chocou contra a Serra dos Coelhos, na região de Gravatá (PE), durante o procedimento de aproximação para pouso. Os 3 tripulantes morreram. Eram eles o comandante Barbieri, o copiloto Behie, e o radiotelegrafista Godoy.

### 07/09/1968 - Rio de Janeiro (RJ)
Aeronave: Boeing 707-341C

Matrícula: PP-VJR

Nº de Série: 19320/522
A aeronave incendiou-se ficando totalmente destruída, quando passava por trabalhos de manutenção, no hangar da Varig, no Aeroporto do Galeão, Rio de Janeiro. Durante a troca de garrafas de oxigênio, suas conexões foram lubrificadas com graxa, o que provocou uma combustão espontânea. Como a aeronave não estava em operação, este não é considerado um “acidente”, mas sim um “incidente” aeronáutico.

### 14/12/1969 - Uberlândia (MG)
Aeronave: Hawker Siddeley HS-748-235

Matrícula: PP-VDQ

Nº de Série: 1628
O HS-748 aproximou-se para o pouso, em Uberlândia (MG), acima da altitude ideal. Assim, o piloto decidiu abortar a aterrissagem e circular o aeródromo para uma nova aproximação. Após subir cerca de 500 pés (150 metros), repentinamente entrou em uma curva descendente para a direita, sofrendo um impacto contra o solo a 900 metros à direita e 1400 metros após o final da pista. Os 4 passageiros e 5 tripulantes saíram ilesos.

### 05/02/1970 - Porto Alegre (RS)
Aeronave: Lockheed L-188A Electra II

Matrícula: PP-VJP

Nº de Série: 1049
A aeronave partiu de São Paulo com destino a Porto Alegre, levando 51 pessoas a bordo. Na chegada à capital gaúcha, realizou um pouso duro e muito curto no Aeroporto Salgado Filho (SBPA), quebrando o trem de pouso principal direito. A aeronave adernou e a asa direita chocou-se contra a pista, sofrendo sérios danos e provocando, também, o rompimento de uma das hélices, que foi arremessada contra a fuselagem. Houve um princípio de incêndio, rapidamente controlado pelos bombeiros. Ninguém se feriu, mas a recuperação do VJP foi considerada inviável e ele nunca mais voltou a voar, servindo como fonte de peças de reposição para os outros aparelhos da frota e tornando-se o único Electra perdido em um acidente no Brasil.

### 01/01/1971 - São Paulo (SP)
Aeronave: Boeing 727-41

Matrícula: PP-VLF

Nº de Série: 20422
Com chuvisco e visibilidade reduzida, a aeronave procedente do Rio de Janeiro realizou uma aproximação muito alta para pouso na cabeceira 16 (atual 17) do Aeroporto de Congonhas, em São Paulo, tocando o solo quase na metade da pista. Mesmo utilizando todos os recursos de frenagem disponíveis, não foi possível parar o aparelho, que saiu pela lateral direita da pista, após o comandante Ettore Dionísio Werber executar um cavalo-de-pau, evitando que o Boeing caísse do barranco formado pelo aterro da cabeceira 34 (atual 35), no lado do bairro de Jabaquara. Nenhum dos 7 tripulantes e 8 passageiros ficaram feridos. A aeronave foi recuperada e voltou a voar normalmente.

### 04/02/1972 - Porto Alegre (RS)
Aeronave: Hawker Siddeley HS-748-235

Matrícula: PP-VDU

Nº de Série: 1632
Durante um treinamento, decolando do aeroporto Salgado Filho, em Porto Alegre, o instrutor simulou a falha do motor nº 2, sem injeção de água-metanol e abaixo da V1 (velocidade de decisão). Logo após levantar voo, abaixo da velocidade mínima de controle no ar, a aeronave entrou em estol e caiu com os trens de pouso já recolhidos. Não houve vítimas.

### 09/06/1973 - Rio de Janeiro (RJ)
Aeronave: Boeing 707-327C

Matrícula: PP-VLJ

Nº de Série: 19106/502
O cargueiro partiu do Aeroporto de Viracopos, em Campinas, transportando 22 toneladas de carga, com destino ao Rio de Janeiro. Durante a aproximação para pouso na pista 14 do Galeão, um erro na utilização dos spoilers provocou uma descida brusca, de uma altura de 70 metros. A aeronave colidiu com as luzes de aproximação e caiu no mar. No acidente, morreram o comandante Aloísio Werneck de Carvalho Viana e o 2º oficial Reynaldo Severo. O copiloto João Cristiano Godoy e o engenheiro de voo Azelio Bencke sobreviveram.

### 11/07/1973 - Paris - França
Aeronave: Boeing 707-345C

Matrícula: PP-VJZ

Nº de Série: 19841/683
Partindo do Aeroporto do Galeão, no Rio de Janeiro, o voo RG-820 tinha como destino final o Aeroporto de Heathrow, em Londres, com uma escala no Aeroporto de Orly, em Paris. Durante a descida para o início do procedimento de aproximação na capital francesa, foi detectado fogo a bordo, iniciado em um dos banheiros na seção traseira da aeronave. Em pouco tempo a fumaça tomou conta da cabine de passageiros e, em seguida, também da cabine de comando. Mesmo usando máscaras de oxigênio, os pilotos não conseguiam ler os instrumentos, devido a fumaça muito densa.
O piloto, então, decidiu realizar um pouso forçado, 5 km a oeste do aeroporto, com trens de pouso baixados e flaps estendidos. Durante este procedimento, a aeronave bateu em algumas pequenas árvores, aterrissando violentamente em uma plantação de cebolas, no vilarejo de Saulx-les-Chartreux, ao sul de Paris. No momento do pouso forçado, a maioria dos passageiros já havia morrido asfixiada, pela inalação da fumaça tóxica. Entre os 117 passageiros, apenas 1 sobreviveu, Ricardo Trajano, de 21 anos. Dos 17 tripulantes, 7 morreram. Entre as vítimas fatais, estavam algumas personalidades, como o cantor Agostinho dos Santos, a atriz e socialite Regina Lecléry, o iatista Jörg Bruder, o senador Filinto Müller, então presidente do Senado, e os jornalistas Júlio Delamare e Antônio Carlos Scavone. Este foi o pior acidente da história da Varig.
O comandante do voo, Gilberto Araújo da Silva, que sobreviveu à tragédia, foi condecorado pelo governo francês por ter impedido que o Boeing 707 em chamas caísse sobre os subúrbios de Paris. No Brasil, recebeu a Ordem do Mérito Aeronáutico, no grau de Cavaleiro. Anos mais tarde, em 1979, o comandante Gilberto comandava outro voo da Varig, o RG-967, cargueiro, cujo desaparecimento é, até hoje, um dos maiores mistérios da aviação mundial.

### 11/09/1974 - Recife (PE)
Aeronave: Boeing 727-41

Matrícula: PP-VLH

Nº de Série: 20424/817
Sob forte chuva e com pouca visibilidade, a aeronave aproximou-se para o pouso no Aeroporto dos Guararapes, em Recife, passando muito alto e veloz sobre a cabeceira, pousando muito além do ponto ideal de toque. Consequentemente, não conseguiu parar, ultrapassando o final da pista e quebrando o muro que separa o aeroporto da avenida que passa em frente. Não houve vítimas fatais entre os 84 ocupantes (76 passageiros e 8 tripulantes).

### 17/06/1975 - Pedro Afonso (GO)
Aeronave: Hawker Siddeley Avro HS-748-235

Matrícula: PP-VDN

Nº de Série:1625
Logo após decolar do Aeroporto de Pedro Afonso (na época GO, hoje TO), a aeronave apresentou problemas e precisou retornar para um pouso de emergência. O piloto realizou uma aproximação para pouso com excesso de velocidade e, por isso, a aeronave varou a pista, após tocá-la apenas nos seus últimos 300 metros. Sem conseguir parar, atravessou uma rua e chocou-se contra uma residência. O copiloto Nilo Sérgio Lemos morreu na hora, assim como 3 pessoas que estavam no interior da casa. O piloto fraturou uma das pernas. O comissário e os 12 passageiros não ficaram feridos. O voo RG-236 saiu de São Paulo com destino a Belém, fazendo escalas em Porto Nacional (na época GO, hoje TO) e em Pedro Afonso, onde ocorreu o acidente.

### 30/01/1979 - Oceano Pacífico - Japão
Aeronave: Boeing 707-323C

Matrícula: PP-VLU

Nº de Série: 19235/519
Em um dos maiores mistérios da história da aviação, o voo RG-967 desapareceu sobre o Oceano Pacífico, cerca de 30 minutos após decolar do Aeroporto de Narita, em Tóquio. O cargueiro tinha como destino final o Aeroporto do Galeão, no Rio de Janeiro, e faria escalas em Los Angeles (EUA) e Lima (Peru). Transportava, entre outros itens, 53 quadros do pintor Manabu Mabe, que voltavam de uma exposição no Japão. As obras foram avaliadas na época em mais de US$ 1,24 milhão. Nenhum vestígio de destroços, manchas de óleo ou corpos dos tripulantes jamais foi encontrado, mesmo após mais de 8 dias de buscas intensas no mar.
O piloto em comando neste voo era Gilberto Araújo da Silva, o mesmo que sobreviveu ao pior acidente da história da Varig, ocorrido em 1973, em Paris. Os outros tripulantes eram o comandante Erli Peixoto Milius, os copilotos Antônio Brasileiro da Silva Neto e Evan Braga Saunders, e os engenheiros de voo José Severino de Gusmão Araújo e Nicola Esposito.

### 30/06/1980 - Rio de Janeiro (RJ)
Aeronave: Lockheed L-188A Electra II

Matrícula: PP-VLY

Nº de Série: 1073
A aeronave, que realizava o voo 613 da Ponte Aérea, partiu do Aeroporto de Congonhas (SBSP), em São Paulo, às 9h30, com destino ao Aeroporto Santos Dumont (SBRJ), no Rio de Janeiro, com 84 passageiros a bordo. Durante o procedimento de aproximação, constatou-se uma falha no acionamento dos trens de pouso, que não se estendiam. Os tripulantes informaram a pane ao controle de tráfego e efetuaram algumas manobras, tentando contornar o problema, mas sem sucesso. Decidiu-se, então, que seria realizado um pouso de emergência, de barriga, no Aeroporto Internacional do Galeão (SBGL), cujas pistas são mais longas e mais largas do que as do Santos Dumont, oferecendo maiores condições de segurança. Antes da aterrissagem, o Electra sobrevoou a cidade do Rio de Janeiro por cerca de 1 hora e 50 minutos para gastar combustível, e os bombeiros espalharam uma espuma especial na pista 14-32 (hoje 15-33), com o objetivo de reduzir o atrito entre a fuselagem da aeronave e o asfalto. Às 12h21, pelo horário local, o PP-VLY tocou a pista e deslizou de barriga até parar completamente. Houve um pequeno princípio de incêndio, que foi rapidamente controlado pelos bombeiros. Todos os ocupantes da aeronave saíram ilesos, mas 9 passageiros sofreram crises nervosas e precisaram de atendimento médico. O Electra recebeu reparos e, já no dia seguinte, foi trasladado para o Centro de Manutenção da Varig, em Porto Alegre, onde foi revisado e recebeu a devida manutenção, voltando a voar normalmente.
Entre os passageiros do voo, estava o então técnico da seleção brasileira de futebol Telê Santana, que, a exemplo dos outros, nada sofreu. Segundo o relato de uma passageira que viajava ao lado de Telê, no momento em que os passageiros foram avisados que a aeronave faria um pouso de emergência, o técnico teria segurado na sua mão e começado a rezar.

### 11/06/1981 - Manaus (AM)
Aeronave: Boeing 707-341C

Matrícula: PP-VJT

Nº de Série: 19322/561
Durante o pouso no Aeroporto Eduardo Gomes, em Manaus, sob chuva forte, a aeronave aquaplanou na pista encharcada, a uma velocidade de 148Kt (274Km/h). Com isso, chocou-se contra as luzes de balizamento da pista, quebrando o trem de pouso principal direito. Estavam a bordo do cargueiro 3 tripulantes, e nenhum deles ficou ferido.

### 03/01/1987 - Abidjan - Costa do Marfim
Aeronave: Boeing 707-379C

Matrícula: PP-VJK

Nº de Série: 19822/726
O voo RG-797 partiu do Aeroporto de Port Bouet, em Abidjan (Costa do Marfim), com destino ao Galeão, no Rio Janeiro. Cerca de 20 minutos depois, a aproximadamente 200 km do aeroporto de partida, foi detectado fogo no motor nº 1. Portanto, o comandante Júlio César Carneiro Corrêa decidiu retornar a Abidjan para um pouso de emergência. Em seguida, após ser informado pelo engenheiro de voo, Eugênio Cardoso, que a temperatura do combustível naquele motor estava muito alta, o comandante o desligou por precaução. Após isso, o engenheiro de voo constatou que havia um vazamento de combustível, e um comissário informou que um passageiro dizia ter visto fogo em um dos motores.
Durante a aproximação, o piloto decidiu voar com os trens de pouso e com os flaps recolhidos, devido a diferença de potência causada pelo desligamento do motor nº 1. Durante uma curva para a esquerda, para interceptar o eixo da pista 21, a aeronave entrou em estol, perdendo sustentação e caindo em uma área de mata fechada, cerca de 18 km a nordeste do aeroporto. Dos 39 passageiros e 12 tripulantes, apenas 1 passageiro sobreviveu. O professor Neuba Yessoh, da Universidade da Costa do Marfim, que faleceu em 4 de março de 2015, com 72 anos, vítima de um ataque cardíaco.

### 27/06/1989 - Fortaleza (CE)
Aeronave: Airbus A300 B4

Matrícula: PP-VND

Nº de Série: 143
A aeronave decolou às 02h50 do Aeroporto Pinto Martins, em Fortaleza, Ceará, para um voo de translado, sem passageiros, que seguiria até o Aeroporto do Galeão, no Rio de Janeiro, onde seriam realizados trabalhos de manutenção. Logo após a decolagem, os pilotos identificaram uma falha no recolhimento do trem de pouso do nariz, com indicação de que ele teria permanecido em trânsito. Na tentativa de sanar o problema, baixando-o novamente, percebeu-se que o mesmo estava emperrado. A tripulação, portanto, decidiu retornar ao aeroporto de Fortaleza para a realização de um pouso em emergência. Depois de voar sobre a capital cearense por cerca de 3 horas para consumir o combustível dos tanques, o aparelho tocou a pista às 06h35, usando apenas os trens de pouso principais e baixando lentamente a dianteira, até que ela também repousasse sobre o solo. Houve danos apenas na parte inferior do nariz da aeronave, que foi recuperada e voltou a operar normalmente. A tripulação era formada pelo comandante Custódio Neto Júnior, pelo copiloto Ronald Ruthner e pelo engenheiro de voo Cláudio Batista. Ninguém ficou ferido. Posteriormente, descobriu-se que a falha no trem de pouso havia sido causada pela montagem invertida do alinhador da bequilha, durante serviços de manutenção realizados anteriormente, para corrigir um vazamento no amortecedor.

### 03/09/1989 - São José do Xingu (MT)
Aeronave: Boeing 737-241

Matrícula: PP-VMK

Nº de Série: 21006/398
O voo RG-254 ligava São Paulo a Belém (PA), com escalas em Uberaba (MG), Uberlândia (MG), Goiânia (GO), Brasília (DF), Imperatriz (MA) e Marabá (PA). Em Brasília, como programado, ocorreu a troca da tripulação. Assumiram o voo o comandante Cézar Augusto Padula Garcez e o copiloto Nilson Zille. Até Marabá, o voo transcorreu normalmente. Porém, durante a preparação para a decolagem em Marabá, o comandante Garcez inseriu, erroneamente, o rumo 270 graus (oeste) no HSI (Horizontal Situation Indicator) da aeronave. O rumo correto era 027 graus (norte-nordeste), impresso no plano de voo fornecido pela Varig como 0270. O último dígito deveria ser considerado uma casa decimal. Além disso, naquela época, ainda não havia sido implantado o Sistema de Vigilância da Amazônia (SIVAM). E o Controle de Aproximação (APP) de Belém não possuía radar para monitoramento do tráfego aéreo.
Assim, após decolar, a aeronave voou durante cerca de 40 minutos no rumo incorreto, sem que ninguém percebesse. Por volta das 20h45, depois de voar por cerca de 3 horas, não conseguindo estabelecer contato via rádio com Belém, nem encontrando qualquer auxílio à navegação, e já sem combustível, o comandante realizou um pouso forçado na floresta amazônica, cerca de 60 km ao norte de São José do Xingu (MT). Cerca de 1.000 km distante de Belém. Havia 48 passageiros a bordo, dos quais 12 morreram. Os 6 tripulantes sobreviveram.

### 04/09/1990 - Rio de Janeiro (RJ)
Aeronave: Lockheed L-188C Electra II

Matrícula: PP-VLA

Nº de Série: 1139
A aeronave partiu do Aeroporto de Congonhas (SBSP), em São Paulo, às 7h45, pelo horário local, com destino ao Aeroporto Santos Dumont (SBRJ), no Rio de Janeiro, cumprindo voo da Ponte Aérea, levando 90 passageiros e 5 tripulantes a bordo. Ao iniciar o procedimento de aproximação, por volta das 8h40, constatou-se que o trem de pouso do nariz não havia baixado. O voo foi desviado para o Aeroporto Internacional do Galeão (SBGL), onde o comandante Otto Rodolfo Kochenburger realizou um pouso de emergência, às 10h02, com o trem de pouso do nariz recolhido. Ninguém se feriu. A aeronave passou pelos devidos reparos e voltou a voar normalmente.

### 08/02/1997 - Londres - Inglaterra
Aeronave: McDonnell Douglas DC-10-30

Matrícula: PP-VMD

Nº de Série: 46916/202
Durante a corrida de decolagem no Aeroporto de Heathrow, em Londres, dois pneus do trem de pouso principal direito estouraram. A aeronave estava a uma velocidade de 130Kt (240 km/h), abaixo da V1 (velocidade de decisão), que havia sido calculada em 164Kt (303 km/h). Portando, com espaço suficiente para desacelerar e parar antes do final da pista. O peso estava dentro dos limites e a aeronave estava corretamente configurada para a decolagem. Após parar sobre a pista, foi aguardada a chegada dos bombeiros, que constataram não haver fogo. Assim, os passageiros puderam permanecer a bordo, até a chegada de escadas para o desembarque, não sendo necessário o uso das escorregadeiras infláveis. Nenhum dos 127 passageiros e 18 tripulantes se feriu.

### 14/02/1997 - Carajás (PA)
Aeronave: Boeing 737-2C3

Matrícula: PP-CJO

Nº de Série: 21013/393
Após pousar no Aeroporto de Carajás, sob forte temporal, a aeronave derrapou e saiu pela lateral direita da pista, quebrando o trem de pouso principal direito e colidindo com árvores. O voo RG-265 fazia a rota entre Belém (PA) e Brasília (DF), com escalas em Marabá (PA) e Carajás (PA). Estavam a bordo 46 passageiros e 6 tripulantes. O copiloto José Aparecido de Oliveira foi socorrido com vida, mas faleceu ao dar entrada no hospital local. Além dele, 1 tripulante e 5 passageiros ficaram feridos.

### 17/07/1997 - Rio de Janeiro (RJ)
Aeronave: Boeing 737-341

Matrícula: PP-VPC

Nº de Série: 26857/2326
A aeronave partiu do Aeroporto de Congonhas (SBSP), em São Paulo, às 19h58 pelo horário local, realizando o voo 679 da Ponte Aérea. Na chegada ao Rio de Janeiro, às 20h35, o comandante Sérgio Luiz Lott, à época considerado o piloto mais experiente naquela rota, executou uma aproximação para pouso muito alta e veloz, fazendo o jato da Varig tocar a pista 20L do Aeroporto Santos Dumont (SBRJ) além das marcas do ponto de visada e, portanto, fora da zona ideal de toque. Por consequência, não foi possível parar a aeronave e ela acabou varando a pista, chocando-se contra as pedras que ficam às margens da Baía de Guanabara e que delimitam a área do aeroporto. Estavam a bordo da aeronave 133 passageiros e 6 tripulantes. Apenas uma passageira se feriu levemente, sofrendo uma pancada no pé durante a evacuação pela esteira inflável. Este foi o primeiro acidente com o Boeing 737 na Ponte Aérea Rio - São Paulo.

### 07/06/2000 - São Paulo (SP)
Aeronave: Boeing 767-241ER

Matrícula: PP-VNN

Nº de Série: 23803/161
O voo RG-886 partiria do Aeroporto de Guarulhos, em São Paulo, com destino a Lima, no Peru. Durante a corrida de decolagem, quando a aeronave estava a uma velocidade de aproximadamente 60Kt (111 km/h), houve um problema no motor nº 2, que acabou pegando fogo. A decolagem foi abortada, a aeronave foi evacuada, e nenhum dos 178 passageiros e 13 tripulantes ficou ferido.

### 16/09/2001 - Goiânia (GO)
Aeronave: Boeing 737-2C3

Matrícula: PP-CJN

Nº de Série: 21012/392
Ao realizar um pouso por instrumentos no Aeroporto Santa Genoveva, em Goiânia (GO), com chuva, a aeronave tocou o solo com as rodas do trem de pouso principal direito fora da pista. Após chocar-se com um obstáculo, os trens de pouso dianteiro e principal direito quebraram-se, e o motor nº 2 se desprendeu, separando-se da asa. A aeronave parou em canal de captação de águas pluviais, e sua recuperação foi considerada economicamente inviável. O voo RG-2240 partiu do Aeroporto de Guarulhos, em São Paulo, com 62 passageiros e 5 tripulantes. Ninguém se feriu com gravidade.

### 13/04/2005 - Porto Alegre (RS) / Buenos Aires - Argentina
Aeronave: Boeing 737-85F

Matrícula: PP-VSB

Nº de Série: 30477
Durante a corrida de decolagem no Aeroporto Salgado Filho, em Porto Alegre, após já ter ultrapassado a V1 (velocidade de decisão), a tripulação sentiu uma forte vibração nos comandos da aeronave, atribuída a quebra da tampa de cobertura do trem de pouso principal esquerdo. A aeronave decolou normalmente e, ao comprovar que todos os sistemas e comandos estavam funcionando corretamente, o voo seguiu para o seu destino, Buenos Aires, na Argentina.
A aterrissagem no Aeroporto de Ezeiza ocorreu normalmente, até que a velocidade do avião fosse reduzida, quando iniciaram fortes vibrações, que induziram o piloto a suspender o taxi e aguardar na pista por uma inspeção externa. Após concluir-se que não havia maiores danos que pudessem impedir a rodagem, o comandante decidiu solicitar o reboque da aeronave até o terminal, onde todos os ocupantes desembarcaram sem inconvenientes.

## Sequestros

### 4/11/1969 - Buenos Aires / Santiago do Chile
Aeronave: Boeing 707-345C

Matrícula: PP-VJX

Nº de Série: 19842/712
O voo RG-863 partiu do Aeroporto do Galeão, no Rio de Janeiro, levando a bordo 89 passageiros e 12 tripulantes. Enquanto voava para Santiago do Chile, após fazer escala em Buenos Aires, a aeronave foi sequestrada por nove homens e uma mulher, membros do grupo Frente de Libertação Nacional. Todos eles estavam armados e exigiam o desvio do voo para Havana, capital de Cuba. Ao serem informados que não havia combustível suficiente para chegar em Cuba a partir daquele ponto, os sequestradores exigiram que o Boeing fosse reabastecido em Santiago e, depois disso, voasse até Havana. Durante o reabastecimento na capital chilena, os sequestradores permitiram o desembarque de uma mulher grávida e seu marido.
Reabastecido, o PP-VJX decolou e seguiu para Havana, sob o comando do experiente piloto gaúcho Geraldo Werner Knippling. O mesmo que, em 1957, precisou fazer um pouso forçado no mar, próximo à costa da República Dominicana, quando comandava um Lockheed Constellation, também da Varig. Após aproximadamente 10 horas de voo, a aeronave pousou em Havana na madrugada do dia 5 de novembro, onde ficou retida por cerca de 15 horas. Durante este tempo, os passageiros e tripulantes foram interrogados e levados para o Hotel Riviera.
No retorno ao Rio de Janeiro, foram realizadas duas escalas. A primeira em Nassau, nas Bahamas, para reabastecimento. A segunda em Caracas, na Venezuela, onde o comandante Knippling ordenou o desembarque de quatro passageiros que causavam tumulto a bordo, insistindo em voar direto para Santiago do Chile, ameaçando sequestrar o avião novamente. Quando chegou ao Galeão, a aeronave foi cercada pela polícia e, mais uma vez, tripulantes e passageiros foram interrogados.

### 28/11/1969 - Paris / Rio de Janeiro
Aeronave: Boeing 707-345C

Matrícula: PP-VJX

Nº de Série: 19842/712
A mesma aeronave sequestrada no dia 4 de novembro de 1969, apenas 24 dias depois, sofreu um novo sequestro. Desta vez, o PP-VJX fazia o voo RG-827, que partiu de Londres e fez escala em Paris, de onde partiu às 18h48, rumo ao Rio de Janeiro, levando a bordo 81 passageiros e 15 tripulantes. Quando passava sobre Portugal, um homem de nacionalidade argelina invadiu a cabine de comando, armado com uma pistola e uma faca, e anunciou o sequestro, exigindo que a aeronave fosse desviada para Havana.
Obedecendo a ordem do sequestrador, o comandante Délio Lima seguiu para Cuba, fazendo uma escala em Porto Rico, para reabastecimento e obtenção de cartas de aproximação do aeroporto José Marti, em Havana. Ao chegar em Havana, todos os passageiros e tripulantes foram interrogados e levados ao Hotel Riviera, como de costume. Retornando ao Brasil, foi realizada uma escala para reabastecimento em Caracas, na Venezuela. Depois disso, a aeronave seguiu para o Rio de Janeiro, pousando no aeroporto do Galeão às 13h52 do dia 30.

### 12/03/1970 - Santiago do Chile / Buenos Aires
Aeronave: Boeing 707-345C

Matrícula: PP-VJX

Nº de Série: 19842/712
Pela terceira vez, o Boeing 707 da Varig, matrícula PP-VJX, foi vítima de um sequestro, sendo novamente desviado para Havana, tornando-se assim a aeronave mais sequestrada da história da aviação mundial, e recebendo o apelido de "Expresso Cubano".
Na ocasião, a aeronave realizava o voo RG-862, partindo de Santiago em direção a Buenos Aires, onde faria uma escala antes de seguir para o Rio de Janeiro e Nova York. Logo após a decolagem na capital chilena, um homem armado tomou uma comissária como refém e ordenou o desvio do voo para Havana. Como o combustível nos tanques não era suficiente para chegar a Cuba, o Boeing pilotado pelo comandante Floriano Bortolo Scalabrim, com 28 passageiros e 13 tripulantes a bordo, retornou a Santiago, foi reabastecido e decolou novamente às 20h30.
Ao chegar em Havana, às 4h30 do dia 13, passageiros e tripulantes foram interrogados e levados para o Hotel Riviera, exatamente como nos outros dois sequestros. Porém, desta vez, o jato da Varig ficou retido no país por mais tempo, sendo liberado somente dois dias depois da sua chegada. Na noite do dia 15, o PP-VJX partiu de Havana, fez a tradicional escala em Caracas para reabastecimento e chegou no Rio de Janeiro no início da manhã do dia 16.

### 30/05/1972 - São Paulo (SP)
Aeronave: Lockheed L-188A Electra II

Matrícula: PP-VJN

Nº de Série: 1037
O voo RG-131 partiu do Aeroporto de Congonhas, em São Paulo, por volta das 15h, em direção a Curitiba, onde faria uma escala antes de seguir para Porto Alegre. Cerca de 15 minutos após a decolagem, Grenaldo de Jesus Silva invadiu a cabine de comando, armado com uma pistola Beretta calibre 22, e anunciou o sequestro da aeronave. O sequestrador exigia Cr$ 1 milhão e 500 mil em notas usadas de 50 e 100, 3 paraquedas, o reabastecimento da aeronave e a garantia de que não haveria qualquer represália. Também por exigência de Grenaldo, o Electra retornou ao Aeroporto de Congonhas, e ficou estacionado a cerca de 100 metros de distância do terminal de embarque, quase em frente a torre de controle, permanecendo com os motores ligados. O contato entre as autoridades e o sequestrador era feito através do rádio da aeronave, por intermédio do comandante Celso Caldeira e do major Alcir Rebelo (checador do Departamento de Aviação Civil – DAC), que estava em treinamento. Além deles, estava também na cabine o engenheiro de voo Alcides Pegrucci Ferreira. No total, havia 85 passageiros e 9 tripulantes a bordo, incluindo o próprio Grenaldo, que usava o nome falso de Nélson Mesquita.
Pouco antes das 19 horas, o sequestrador foi informado que o dinheiro exigido havia chegado. Grenaldo, então, ordenou que o mesmo fosse deixado, juntamente com os paraquedas, no último degrau da escada que foi posicionada na porta de acesso traseira da aeronave. Alguns minutos depois, os motores pararam de funcionar, por falta de combustível, deixando a aeronave às escuras, sem energia. Em seguida, as negociações avançaram e todos os 84 passageiros foram liberados, além de 6 dos 9 tripulantes, permanecendo a bordo apenas os três tripulantes da cabine de comando e o sequestrador.
Por volta das 23h10, o sequestrador saiu da cabine em direção a porta traseira da aeronave, para pegar o dinheiro e os paraquedas, levando com ele o engenheiro de voo Alcides. Ao retornarem, assim que Alcides entrou na cabine de comando, o comandante Caldeira e o major Rebelo fecharam e travaram a porta, deixando o sequestrador no lado de fora, na cabine de passageiros. Depois disso, os dois pilotos abandonaram a aeronave, pulando pela saída de emergência da cabine de comando, e correram para longe do Electra, mas o engenheiro de voo permaneceu a bordo. Nesse instante, bombas de gás lacrimogêneo foram lançadas para o interior do avião e, em seguida, um capitão, um sargento e um soldado da Companhia de Operações Especiais da Polícia Militar de São Paulo invadiram o aparelho. O soldado foi ferido por um tiro na mão. Grenaldo foi encontrado com um tiro na nuca.
Segundo a versão oficial sobre o desfecho do caso, o sequestrador teria cometido suicídio com um tiro na cabeça, após os tripulantes terem abandonado a aeronave. Porém, 31 anos depois, em março de 2003, José Barazal Alvarez, sargento especialista da FAB e controlador de tráfego aéreo no Aeroporto de Congonhas, que estava em serviço no dia do sequestro, revelou à Revista Época que, além da perfuração na nuca, havia também a marca de um segundo tiro no corpo de Grenaldo. Os restos mortais do sequestrador haviam sido encontrados e identificados em 1990, em uma vala comum clandestina, no Cemitério Dom Bosco, em Perus, distrito localizado na zona norte do município de São Paulo, juntamente com as ossadas de presos políticos do regime militar, que estava em vigor no Brasil à época do sequestro. Em 10 de agosto de 2004, a Comissão Especial de Mortos e Desaparecidos Políticos do Governo Federal decidiu, por unanimidade, que Grenaldo Jesus da Silva, morto em 30 de maio de 1972, fora executado pela ditadura militar.